# 虻峠

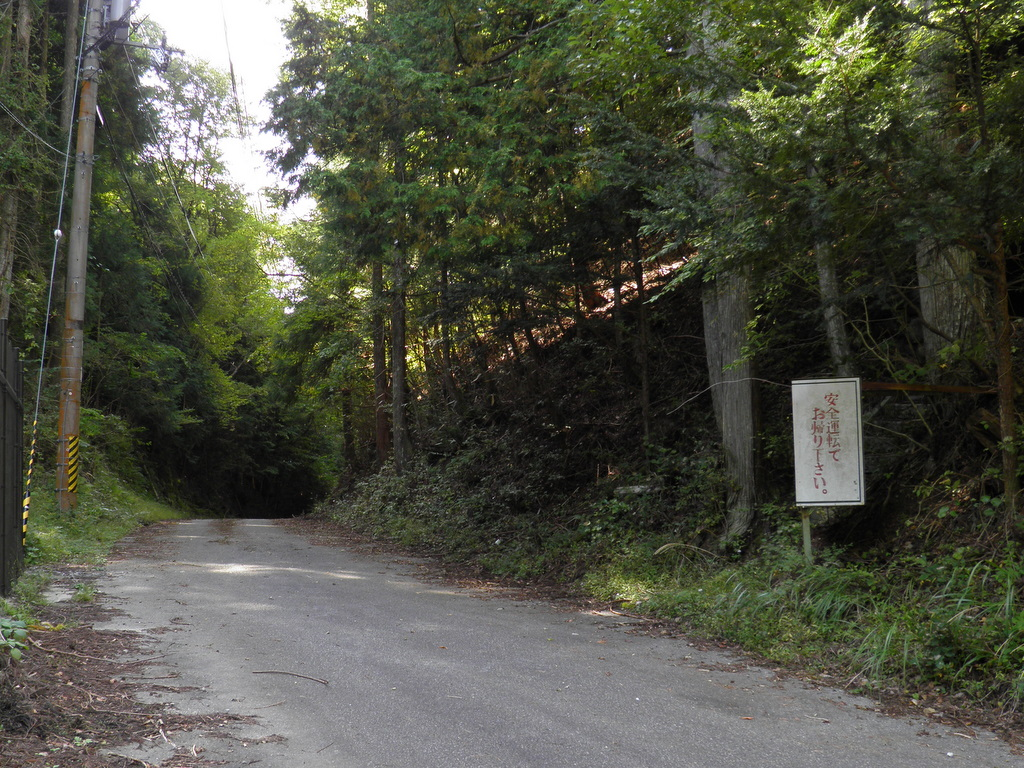
虻峠山頂付近。右にある看板には、かつてこの地に祀られていた役行者の石像と虻峠名の由来が書かれている

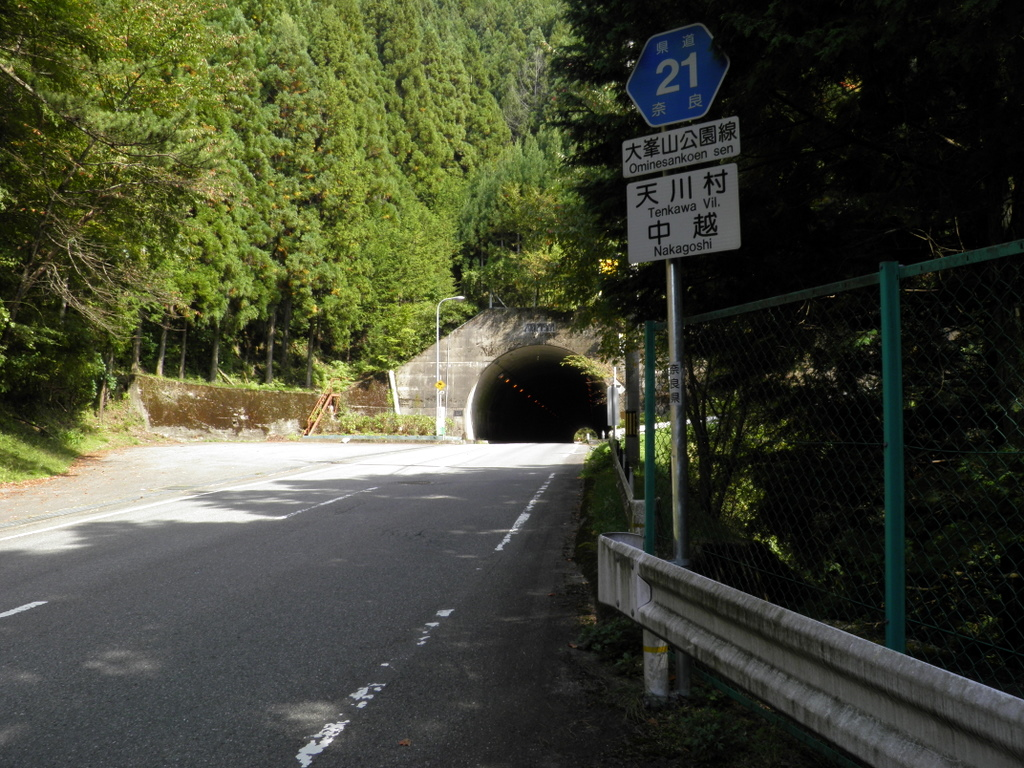
虻トンネル（西側）

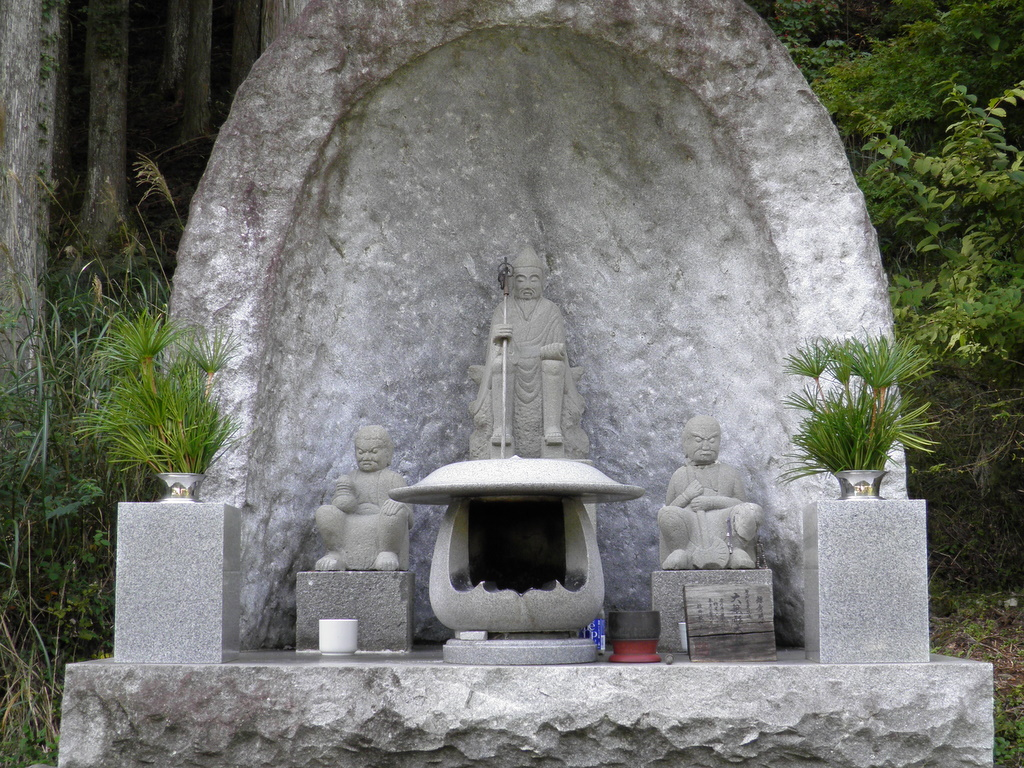
役行者の石像（写真1）

虻峠（あぶとうげ）は、奈良県吉野郡天川村にある峠。本来の峠名は鈴懸（すずかけ）峠だったが、峠付近は虻が多かったので虻峠と呼ばれるようになった。

## 概要
峠を通る道路はかつて奈良県道21号線であったが、虻トンネル（1988年10月開通、延長275m）が開通し旧道となっている。国道309号が通り天川村の村役場などがある村の中心部から、洞川温泉や龍泉寺などがあり大峰山への登山口でもある洞川とを結ぶ重要な峠道であった。峠道は1車線道ではあるが比較的、広めに作られており往年の交通の要所の面影を残すが、現在は通行量が少ないため落葉が積もっていることがある。

## 役ノ行者像
峠の山頂付近には、かつて役行者の石像が祀られていた。現在も峠に残る案内板によれば、安政3年（1856年）5月に紀州（和歌山県）日高郡の日ノ出講が遠方から運び、五穀豊穣とこの街道の道中安全を祈願して祭祀したもの、とのこと。現在、石像は虻トンネルの洞川側出口すぐにある観音峯登山口の駐車場内に移設され祀られている（写真1）。